# カインド・ハート
カインド・ハート（Kind Hearts and Coronets）は、1949年のイギリス映画。ロバート・ハーメル監督、デニス・プライス、アレック・ギネス出演。原題は「優しい心と冠」で、テニソンの詩からとられたもの。日本未公開だが2008年にDVD化されている。本作は、スティーヴン・シュナイダーの「死ぬまでに観たい映画1001本」に掲載されている。

## あらすじ
ルイ・マッツィーニの母はチャルフォント公爵家の出身だが、貧しい音楽家と駆け落ちしたため公爵家から排除され、死んだ時も公爵家の墓に入れてもらえなかった。ルイは復讐のため、女系で相続できる公爵の地位を得るため、邪魔になるバスコイン家の人びと八人を次々と殺していく。殺される八人をみなアレック・ギネスが演じるというのが見もの。だが全員を殺して公爵になるが、ルイはライオネルの妻のシビラと交際していたが、イディスとの結婚を選ぶ。ルイはライオネルと争うがその後ライオネルは自殺し、シビラが遺書はないと言ったためその殺人罪でルイは絞首刑に処せられることになる。（字幕で母を「公爵夫人」としているのは「女公爵」の間違い）

## スタッフ
- 脚本・・・ロバート・ハーメル、ジョン・ダイトン

## キャスト
- デニス・プライス・・・ルイ
- アレック・ギネス・・・公爵、提督、将軍、若いアスコイン、若いヘンリー、レディー・アガサ
- ヴァレリー・ホブソン・・・イディス
- ジョーン・グリーンウッド・・・シビラ[2]